# Ork (Tolkien)
Orks (Engels: Orcs, Sindarijns: Yrch, ev: Orch, Drú: Gorgûn) of aardmannen (Engels: Goblins) zijn fictieve wezens uit de werken van J.R.R. Tolkien.

## Oorsprong
De orks zijn ontstaan uit elfen die door Melkor (Morgoth) in de Eerste Era gevangengenomen, gemarteld en verminkt zijn. Morgoth heeft de orks gefokt als zijn soldaten, die de bitterste vijanden van de elfen zijn, maar in hun hart haten zij hun meester (zie De Silmarillion). Uit andere bronnen wordt duidelijk dat de auteur ook met het idee speelde om de orks uit mensen te laten voortkomen.

## Eigenschappen
Orks zijn vooral van nut geweest voor Sauron en Morgoth vanwege hun kracht, het gemak om er grote aantallen van te verkrijgen en hun agressieve aard. In grote aantallen, wanneer zij aangevuld werden met machtiger wezens, konden zij een sterk leger vormen. Orks hanteren op het slagveld verschillende wapens , waaronder de boog (hoewel zij hier lang niet zo goed mee om konden gaan als de elfen of de mensen van Gondor), het zwaard en de speer. Ze werden ook gebruikt om te patrouilleren, om gevangenen te bewaken of om te spioneren. Zij waren dus de standaard militaire eenheid van de Donkere Machten.
Orks waren echter ongedisciplineerd en snel afgeleid. Wanneer ze geen sterke leiding hadden waren ze geneigd met elkaar om de minste aanleiding op de vuist te gaan. Hierdoor was hun gevechtswaarde beduidend minder dan die van andere rassen. De Donkere Machten moeten het dan ook vooral van hun kwantiteit hebben en niet van hun kwaliteit. Feitelijk zijn Orks miserabele wezens die iedereen haten behalve zichzelf, en die hun Duistere meesters eerder uit angst dan uit loyaliteit dienen. Orks en trollen vechten over het algemeen, indien in het nauw gedreven, door tot het bittere einde. Door elfen en mensen worden ze, in tegenstelling tot menselijke dienaren van Sauron, als ongedierte beschouwd dat moet worden uitgeroeid.
Vlees eten de orks het liefst. Ze kunnen elk vlees zonder problemen eten, ook als het rauw of vies is. Ze drinken waarschijnlijk voornamelijk water, maar er zijn ook gevallen bekend waarin ze een speciale drank gebruikten. Orks kennen verder een primitieve maar effectieve geneeskunst en zingen soms, afschuwelijke liederen. Hun maaksels behelzen voornamelijk zaken die nuttig zijn voor oorlogsvoering of marteling. 
Er is twijfel over hoe oud orks kunnen worden. Omdat ze  afstammen van elfen zijn er mensen die denken dat zij in principe het eeuwige leven hebben, maar omdat zij zich zeer snel voortplanten lijkt dit niet waarschijnlijk. Vermoedelijk sterven ze op ongeveer dezelfde leeftijd als (niet-Númenóriaanse) mensen. Hier is dus nog veel twijfel over, onder andere omdat er verschillende interpretaties van Tolkiens teksten mogelijk zijn. Het is verder aannemelijk dat veel orks jong sterven door hun gewelddadige levenswijze.
Ook is er twijfel over het geslacht van de orks. Tolkien verwijst naar orks uitsluitend in de mannelijke vorm, wat de vraag heeft opgeworpen of er dan ook vrouwelijke orks bestaan. Er is zeker één geval bekend waarin het bestaan van een vrouwelijke ork impliciet erkend wordt. Van Azog, een ork die in Moria leefde, is bekend dat hij een zoon genaamd Bolg had, die natuurlijk ook een moeder had. En aangezien hij niet wordt beschreven als half-ork (zoals sommige plunderaars van de Gouw worden beschreven,) moeten er dus ook vrouwelijke orks hebben bestaan. Een andere aanwijzing voor het bestaan van orks valt te lezen in De Silmarillion, waar wordt gezegd dat orks zich vermenigvuldigden "op de manier van de kinderen van Ilúvatar". Ook dit impliceert dat er bij orks een vorm van geslachtelijke voortplanting plaatsvindt. Dit wordt ook geïmpliceerd door de aanwezigheid van half-orks en de kruising van uruks door Saruman.
Orks hebben een sterke band met het duister; ze kunnen slecht tegen daglicht en kunnen daarin slecht vechten. De Uruk-hai van Saruman zijn wel bestand tegen zonlicht.

## Aardmannen
Aardmannen is de naam die in De Hobbit voor orks wordt gebruikt, omdat dat het verhaal wat simpeler maakt. Dat ze orks zijn, is te concluderen uit de aanhangsels van In de Ban van de Ring waarin staat dat de orks de Eenzame Berg aanvielen, terwijl er in De Hobbit staat dat het de aardmannen waren. In de Derde Era leven de orks, die meestal aardmannen genoemd worden, voornamelijk in de Nevelbergen en soms ook in de Grijze Bergen. Aardmannen hebben zeer vaak oorlog gehad met elfen, dwergen en mensen.
In De Hobbit moeten Bilbo Balings en de dertien dwergen samen met Gandalf over de Nevelbergen heen in hun reis naar Erebor. Daar worden zij aangevallen en gevangengenomen door aardmannen. Na hun leider, de Grote Aardman, te hebben gedood weten ze te ontsnappen. De aardmannen achtervolgen Bilbo en de dwergen nog even, maar dat is tevergeefs. Later trekken ze op tegen Erebor, waar ze in de Slag van Vijf Legers worden verslagen en met grote verliezen naar huis moeten. In In de Ban van de Ring komen de Reisgenoten in Moria ook in aanraking met aardmannen, die hier wel orks genoemd worden. Na een gevecht bij Balins tombe en Gandalfs val op de Brug van Khazad-dûm weten de reisgenoten te ontsnappen.

## Uruk-hai
Uruk-hai zijn in de boeken van J.R.R. Tolkien een speciaal soort orks. Uruk-hai is zowel pluralis als singularis.
Sauron was, waarschijnlijk in de Derde Era, met het fokken van Uruk-hai begonnen. In Mordor worden ze ook wel kortweg Uruk genoemd. Toen echter Saruman het bevel vanuit Mordor kreeg om een 'Mordorwaardig' leger te scheppen, begon hij met het specialiseren van de Uruk. Dit nieuwe ras werd net als die uit Mordor Uruk-hai genoemd, dit ras was sterker en beter bestand tegen daglicht, dat de andere orkrassen zo veel mogelijk vermijden. De Uruk-hai van Sauron namen Osgiliath in het jaar 2475 van de Derde Era in. Saruman zette bijna zijn complete populatie Uruk-hai in bij de Slag van de Hoornburg. Over hoe hij de Uruk-Hai fokte bestaan meerdere theorieën. 
De Ent Boombaard was van mening dat de Uruk-hai waren gemaakt door orks met mensen te kruisen.
In de filmcyclus van Peter Jackson wordt gezegd dat Saruman de Uruk-hai gemaakt had door aardmannen te kruisen met orks, wat vreemd zou zijn omdat in de boeken van Tolkien aardmannen en orks benamingen van dezelfde soort zijn. In De Hobbit wordt gesproken over aardmannen en in de andere boeken over orks.
In de Uruk-hailegers van Saruman wordt ook gebruikgemaakt van Warg-ruiters, orks die bedreven genoeg zijn om een Warg te berijden en te vechten, ook al wordt er in de film niets verteld over het ras. Sharku is de hoofdman van de Warg-ruiters en wordt vaak als Uruk-hai beschouwd omdat hij voor Saruman vecht, maar dat is, gezien zijn uiterlijk, niet waarschijnlijk.

## Bekende orks
Bekende orks van Sauron zijn:
- Gorbag: De leider van een groep orks uit Minas Morgul die in de Cirith Ungol slaags raakte met het lokale garnizoen, waarbij de beide partijen elkaar bijna geheel vernietigden. Daarbij kon Sam Gewissies de gevangengenomen Frodo Balings uit de toren bevrijden.
- Shagrat: De commandant van Cirith Ungol die met Gorbag slaags raakte. Van de orks waarover hij de leiding had worden Lagduf, Muzgash, Ragduf en Radbug bij naam genoemd in de boeken.

Bekende Uruk-hai van Saruman zijn:
- Lurtz: Een grote Uruk-hai die in de films Boromir in Amon Hen doodde met zijn boog. Gedood door Aragorn na een lang zwaardgevecht dat bijna zijn eigen dood betekende (komt alleen voor in de filmadaptie van Peter Jackson).
- Uglúk: De grootste Uruk-hai en na de dood van Lurtz de leider van de groep die Boromir doodde. Gedood door Rohirrim tijdens een aanval nabij het woud Fangorn.